# Dingana angusta
Dingana angusta là một loài bướm ngày thuộc họ Nymphalidae. Nó được tìm thấy ở vùng đồng cỏ miền đông highlands từ miền bắc Swaziland to Mpumalanga và the tỉnh Limpopo.
Sải cánh dài 60–65 mm đối với con đực và 56–62 mm đối với con cái. Con trưởng thành bay từ tháng 9 đến tháng 11 (nhiều nhất vào tháng 10). Có một lứa một năm
Ấu trùng có thể ăn các loài Poaceae khác nhau, bao gồm Pennisetum clandestinum.